# Oropher
Oropher, een fictief persoon uit het epos van J.R.R. Tolkien is een Boself met Sindarijns bloed.
Oropher leefde in de Eerste Era aan het hof van Thingol Grijsmantel. Na de vernietiging van Doriath ging hij met overlevenden naar Ossiriand. Hij werd in de Tweede Era de leider van de Boselfen die in Ossiriand leefden. De Boselfen leefden in het Grote Groenewoud onder Orophers koningschap. Orophers hoofdstad was Amon Lanc.
Oropher was eveneens de leider van de Boselfen die meevochten in de oorlog tegen Sauron aan het eind van de Tweede Era. Oropher kwam in deze oorlog Gil-galad, de Hoge-Koning van de Noldor, te hulp. Het aantal slachtoffers onder de Boselfen was aanzienlijk hoog, doordat Oropher weigerde Gil-galad als opper-commandant te erkennen. Oropher zelf sneuvelde ook in de Slag bij Dagorlad.
Oropher is de vader van Thranduil, zijn opvolger en ook Elfenkoning in de Derde Era ten tijde van de Oorlog om de Ring. Zijn kleinzoon is Legolas, één der Negen metgezellen van de Ring.